# Álvaro Elpo
Álvaro Elpo (conhecido pelo apelido Corvina; Florianópolis, 11 de setembro de 1912 – Florianópolis, 18 de janeiro de 2016) foi um remador brasileiro.

## Carreira
Foi atleta do Clube de Regatas Aldo Luz.

### Campeão das provas
| Ano  | Data e competição                                | Modalidade e equipe campeã | Observação                                             |
| ---- | ------------------------------------------------ | --- | ------------------------------------------------------ |
| 1953 | 14 de junho Páreo Extra Interestadual SC/RS      | 4+: Hamilton Cordeiro, Francisco Schmitt, Edison Westphal e Sady Cayres Berber, com Álvaro Elpo (timoneiro)                                                                      | Porto Alegre                                           |
| 1953 | 15 de novembro Campenonato Catarinense de Remo   | 4+: Hamilton Cordeiro, Francisco Schmitt, Edison Westphal e Sady Cayres Berber, com Álvaro Elpo (timoneiro)                                                                      | Florianópolis                                          |
| 1954 | 14 de novembro Campeonato Catarinense de Remo    | 4+: Hamilton Cordeiro, Francisco Schmitt, Edison Westphal e Sady Cayres Berber, com Álvaro Elpo (timoneiro)                                                                      | Florianópolis                                          |
| 1954 | 14 de novembro Campeonato Catarinense de Remo    | 2+: Edison Westphal e Nilton Brognoli, com Álvaro Elpo (timoneiro) | Florianópolis                                          |
| 1955 | 31 de julho 1ª Regata Noturna do Rio de Janeiro  | 8+: Hamilton Cordeiro, Francisco Schmitt, Walmor Vilella, Kalil Boabaid, Edison Westphal, Osman Boabaid, Gleno Ricardo Scherer e Sady Cayres Berber, com Álvaro Elpo (timoneiro) | Raia da Lagoa Rodrigo de Freitas, Rio de Janeiro       |
| 1955 | 6 de novembro Campeonato Catarinense de Remo     | 4+: Edison Westphal, Francisco Schmitt, Gleno Ricardo Scherer e Osman Boabaid, com Álvaro Elpo (timoneiro)                                                                       | Florianópolis                                          |
| 1955 | 6 de novembro Campeonato Catarinense de Remo     | 2+: Edison Westphal e Francisco Schmitt, com Álvaro Elpo (timoneiro) | Florianópolis                                          |
| 1955 | 18 de dezembro 42º Campeonato Brasileiro de Remo | 2+: Edison Westphal e Francisco Schmitt, com Álvaro Elpo (timoneiro) | Raia da Lagoa Rodrigo de Freitas, Rio de Janeiro       |
| 1955 | 18 de dezembro 42º Campeonato Brasileiro de Remo | 4+: Hamilton Cordeiro, Francisco Schmitt, Edison Westphal e Sady Cayres Berber, com Álvaro Elpo (timoneiro)                                                                      | Raia da Lagoa Rodrigo de Freitas, Rio de Janeiro       |
| 1956 | 29 de abril 4º Campeonato Sul-Americano de Remo  | 2+: Edison Westphal e Francisco Schmitt, com Álvaro Elpo (timoneiro) | Raia de Callao, La Punta, Callao, Peru                 |
| 1956 | 29 de abril 4º Campeonato Sul-Americano de Remo  | 4+: Edison Westphal, Francisco Schmitt, Hamilton Cordeiro e Sady Cayres Berber, com Álvaro Elpo (timoneiro)                                                                      | Raia de Callao, La Punta, Callao, Peru                 |
| 1956 | 21 de maio Campeonato Florianopolitano de Remo   | 4+: Hamilton Cordeiro, Francisco Schmitt, Edison Westphal e Sady Cayres Berber, com Álvaro Elpo (timoneiro)                                                                      | Florianópolis                                          |
| 1956 | 17 de junho Regata Marinha Nacional              | 4+: Hamilton Cordeiro, Francisco Schmitt, Edison Westphal e Sady Cayres Berber, com Álvaro Elpo (timoneiro)                                                                      | Porto Alegre, venceram o páreo Honra Almirante Barroso |